# مونتير
المونتير (بالفرنسية Monteur) أو (المُمَنتج) أو (محرر الأفلام)، هو الشخص الذي يقوم بالمونتاج (بالفرنسية والإنجليزية Montage)، أي بتقطيع وتركيب مقاطع الفيديو مع بعضها، وبشكل قصصي متسلسل.

المونتير صاحب حداد (يسار الصورة)

## فكرة عن المونتاج
في فيلم العراب، وبأجزاءه الثلاثة، تم تصوير مَشاهِد الفيلم في مدن عدة في الولايات المتحدة، كما صورت مَشاهِد من الفيلم في صقلية/إيطاليا.فيلم العراب الحقيقي ليس كما يشاهده المتفرج، بل هو عبارة عن سلسلة من مقاطع فيديو صورت جميعها في ولاية نيويورك، وسلسلة مقاطع أخرى صورت جميعها في صقلية.لو تم عرض الفيلم كما صُوِّرَ لأصبح بلا معنى، كما أن الفيلم الحقيقي يخلو من المقاطع الموسيقية التي نسمعها في مَشاهِد معينة، أو عند بداية الفيلم.يقوم المونتير بتقطيع المَشاهِد وتركيبها من جديد بشكل متسلسل يتوافق مع قصة الفيلم. ويحذف المَشاهِد التي يتم العدول عنها أحياناً، ويضيف مَشاهِد جديدة قد يتم تصويرها برغبة من كاتب السيناريو أو المخرج، ويضيف المقاطع الموسيقية للفيلم، ويحذف مَشاهِد من زاوية معينة كونها لا تتناسب وموقف المَشهَد، حيث أن معظم المَشاهِد يتم تصويرها من عدة زوايا. كما يقوم بتركيب الأصوات في المَشاهِد التي لا يتكلم فيها الممثل، كمَشاهِد التصوير عن بعد حيث يُسمع كلام الممثلين وهم في الحقيقة بعيدين جداً عن مصوري الفيلم، كما يقوم المونتير بدمج مشاهد الرسوم المتحركة أو المشاهد الرقمية المعمولة على الكومبيوتر مع المشاهد الحقيقية، كما في فيلم كينغ كونغ، أو يعمل على دمج مشهدين في إطار واحد كما في فيلم مين فينا الحرامي، حيث يقوم عادل إمام بلعب دورين، ويظهر في المشهد كأنه يتحدث مع أخيه التوأم.

## مُمَنتجون
- ويليام هـ. رينولدز (14 يونيو 1910 - 16 يوليو 1997)، من أعماله: العراب ج1 Godfather I) 1972)، تأليف: ماريو بوزو، إخراج:فرانسيس فورد كوبولا، تمثيل: مارلون براندو، آل باتشينو، روبرت دوفال، ديان كيتون.[5]
- رشيدة عبد السلام[6] (1922 - 6 أكتوبر 2008)، من أعمالها: مين فينا الحرامي[7]، تأليف: فيصل ندا، إخراج: محمد عبد العزيز، بطولة: عادل إمام، شريهان، تمثيل: أحمد نظمي، زيزي مصطفى، أحمد بدير.
- صاحب حداد (1939 - 18 ديسمبر 1994)، من أعماله: فندق السعادة 1972، تأليف: فاروق صبري، فارس يواكيم، إخراج: فطين عبد الوهاب، مساعد مخرج: صالح فوزي، تمثيل: أحمد رمزي، شمس البارودي، عبد المنعم إبراهيم، نادية الجندي.[8]
- كمال أبو العلا (10 فبراير 1923 – 10 يناير 2008)، من أعماله:ناصر 56 1996، تأليف: محفوظ عبد الرحمن، إخراج: محمد فاضل (مخرج)، تمثيل: أحمد زكي، أمينة رزق، حسن حسني، أحمد ماهر، عبد الله فرغلي، فردوس عبد الحميد، عادل هاشم.[9]

المونتير محمد الكويفي

## وصلات خارجية
- العراب ج1 على يوتيوب
- فندق السعادة على يوتيوب
- ناصر 56 على يوتيوب